# Philippe-Guillaume de Neubourg
Philippe-Guillaume de Neubourg (en allemand : Philipp Wilhelm von der Pfalz ), né le 24 novembre 1615 à Neubourg et mort le 2 septembre 1690 à Vienne, est comte palatin de Neubourg à partir de 1653, puis duc de Neubourg de 1666 à 1690, duc de Juliers et de Berg de 1653 à 1679 et électeur palatin de 1685 à 1690.

## Biographie
Philippe-Guillaume est le fils du comte palatin de Neubourg Wolfgang-Guillaume, et de Madeleine de Bavière. Il succède à son père en 1653 mais devient surtout prince-électeur quand, en 1685, à la mort de son cousin Charles II, il hérite du Palatinat, qui passe ainsi des mains d'un prince protestant à un catholique.
Louis XIV veut faire valoir les droits de sa belle-sœur, Élisabeth-Charlotte de Bavière, duchesse d'Orléans, sœur de l'électeur défunt Charles II. C'est le prétexte au sac du Palatinat qui horrifie l'Europe et la dresse contre la France. Dans un texte attribué à Pierre Jurieu, on peut lire : « (...)aujourd'hui un français et un cannibale c'est à peu près la même chose dans l'esprit des voisins ». Ces terribles exactions mènent à la guerre de la Ligue d'Augsbourg, aussi connue en Allemagne sous le nom de guerre d'Orléans.

### Mariages et descendance
Philippe-Guillaume se marie deux fois : la première en 1642 avec Anne Catherine Constance de Pologne (1615-1652), fille du roi de Pologne Sigismond III Vasa et de l'archiduchesse Constance d'Autriche : dont est issu un enfant mort-né en 1645 ; la seconde en 1653 avec la landgravine Élisabeth-Amélie de Hesse-Darmstadt, avec laquelle il a dix-sept enfants, dont deux fils seront électeurs palatins, un archevêque-prince-électeur de Trèves puis de Mayence, une fille impératrice et deux reines :
- Éléonore (1655-1720), épouse en 1676 l'empereur Léopold Ier (1640-1705).
- Marie Adélaïde Anne (née et morte en 1656).
- Sophie Élisabeth (1657-1658).
- Jean-Guillaume (1658-1716), épouse en 1678 l'archiduchesse Marie-Anne-Josèphe d'Autriche (1654-1689), puis en 1691 Anne-Marie-Louise de Médicis (1667-1743).
- Wolfgang-Georges-Frédéric de Palatinat-Neubourg (1659-1683), évêque auxiliaire de Cologne.
- Louis-Antoine de Palatinat-Neubourg (1660-1694), évêque de Worms, abbé de la Trinité de Fécamp, grand-maître de l'Ordre Teutonique.
- Charles III Philippe (1661-1742), épouse en 1688 la princesse Louise-Caroline Radziwiłł, veuve du prince Louis de Brandebourg (de), puis en 1701 la princesse Teresa Lubomirska (1683-1712) ; enfin il épouse morganatiquement en 1728/29 la comtesse Violante Marie Thérèse de Thurn et Taxis (1683-1734).
- Alexandre-Sigismond de Palatinat-Neubourg (1663-1737), évêque d'Augsbourg.
- François-Louis (1664-1732), archevêque-électeur de Trêves puis de Mayence, grand maître de l'ordre Teutonique (1694-1732).
- Frédéric Guillaume (1665-1689), archiprêtre de la cathédrale de Munster puis général impérial.
- Marie-Sophie (1666-1699), épouse en 1687 le roi de Portugal Pierre II (1648-1706).
- Marie-Anne (1667-1740), épouse en 1690 le roi d'Espagne Charles II (1661-1700).
- Philippe-Guillaume-Auguste (1668-1693), épouse en 1690 la princesse Anne-Marie-Françoise de Saxe-Lauenbourg (1672-1741) (d'où une fille).
- Dorothée-Sophie (1670-1748), épouse en 1690 le duc de Parme Édouard II Farnèse (1666-1693), puis son demi-frère et successeur, François Farnèse (1678-1727).
- Edwige-Élisabeth-Amélie de Neubourg (1673-1722), épouse en 1691 Jacques Louis Henri Sobieski, prince de Pologne (1668-1737).
- Léopoldine-Éléonore (1679-1693), fiancée en 1693 à l'électeur Maximilien-Emmanuel de Bavière (1662-1726).